# مسجد بيت الرحيم (سينغكل)
مسجد بيت الرحيم يقع المسجد في وسط مدينة سينغكل في آتشيه، وهو أول مسجد وأقدم مبني في المدينة .

## البناء
بني المسجد القديم عام 1256 هـ الموافق 1836، ثم انتقل إلى مكانه الجديد في مدينة سينغكل في عام 1909، وفي الفترة الاستعمارية الهولندية تم ترميم المسجد وتوسيعه في عام 1953، كان المسجد القدين تبلغ مساحته 17 متر في 17 متر مع القبة، وبعد خضوعه لعملية توسعة أصبح  حجمه 20 متر في 30 متر، وأضيفة إليه قبة صغيرة في شرق المسجد.

## تجديد المسجد
تسببت الزلزال المتتاليه وموجة المد والجزر في الثامن والعشرين من شهر مارس عام 2005 في الحاق الضرر بالمسجد، وتم تشكيل لجنة لإصلاحه في السابع من شهر مايو عام 2005، وقد تم تصميم مبني جديد للمسجد قياس 37 متر في 37 متر، مع بناء أربع مأذن وقبة كبيرة وأربعة قبب صغيرة، القبة الكبيرة سقفت وزخرفة زخرفة مماثلة كالمسجد الذي شيد في عام 1909 .

## وصلات خارجية
- موقع المسجد الرسمي